# Transport i USA

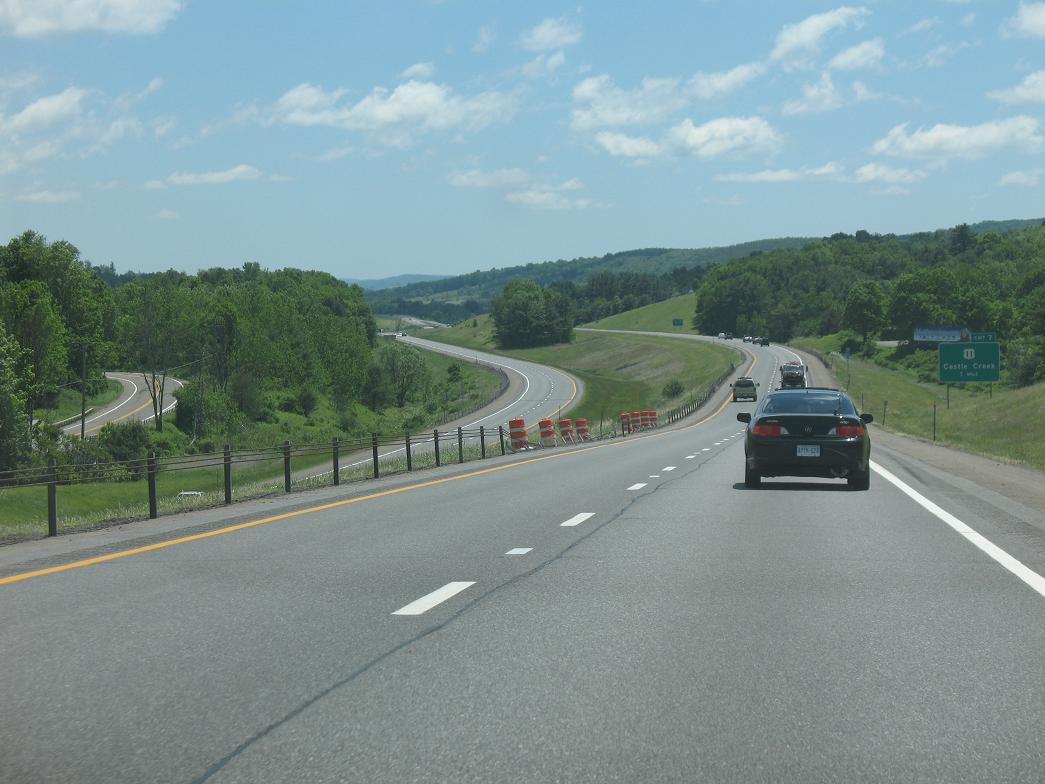
Interstate 81 strax norr om Binghampton i delstaten New York.

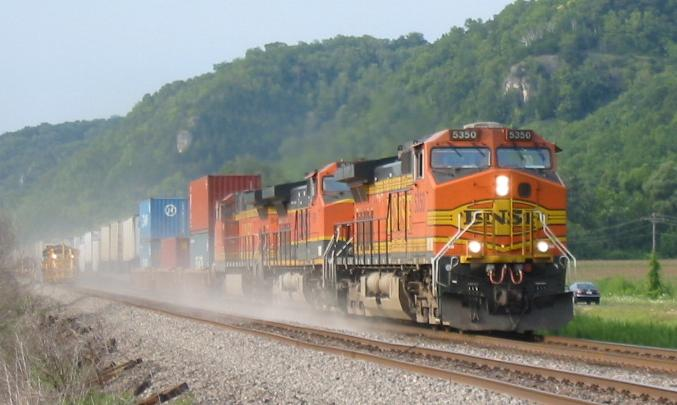
Ett BNSF-tåg passerar Prairie du Chien, Wisconsin.

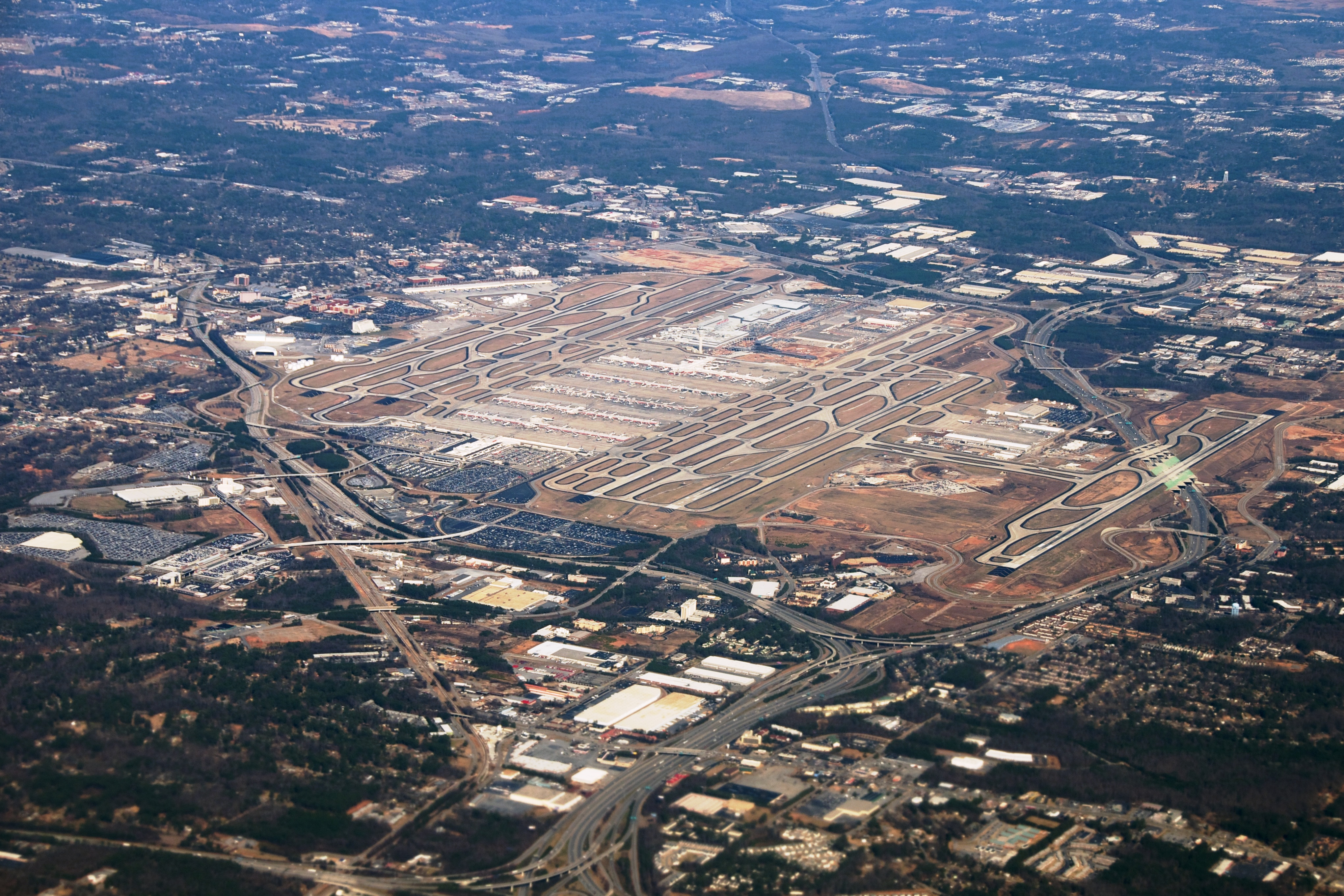
Flygbild över Hartsfield-Jackson Atlanta International Airport, utanför Atlanta i delstaten Georgia.

Transport i USA använder väg, flyg, järnväg och vattennätverk. De allra flesta passagerarresorna sker med bil för kortare sträckor och flygplan för längre sträckor. I fallande ordning färdas den mesta av frakten; järnväg, lastbil, pipeline eller båt. Flyg används normalt bara för färskvaror och Express-försändelser.

## Kommunikationer
USA har väl utbyggda kommunikationer. Vägnätet är överlag bra med stora motorvägar så kallade Interstate Highways som binder samman de stora städerna. Långdistansbussar är ett billigt och lätt resesätt. Greyhound Lines är det dominerande bussbolaget.
Järnvägsnätet ägs av privata bolag, och man kör mycket godstrafik på järnväg i USA. Passagerartrafiken drivs av ett statligt monopolbolag, Amtrak. Nätet är relativt väl utbyggt. Tågnätet har dock stora luckor, som exempelvis Las Vegas. Stora järnvägsbolag är bland andra Union Pacific Railroad, BNSF Railway, Norfolk Southern Railway och CSX Transportation. De två förstnämnda trafikerar i huvudsak området väster om Mississippi och de två sistnämnda området öster om nämnda flod. Dock är den regionala kollektivtrafiken sämre än den i resterande industriländer i världen, och endast de största städerna har en stabil kollektivtrafik. Många relativt stora städer (invånarantal runt 500 000) saknar helt och hållet kollektivtrafik i staden och detta har lett till att många amerikaner kör bil, vilket de får göra redan när de är mellan 14 år och 3 månader i South Dakota och 17 år i New Jersey. 
Inrikesflyget är det största i världen, uppbyggt kring så kallade nav där man vanligtvis byter flyg. USA saknar till skillnad från Europa statligt ägda flygbolag. Stora amerikanska flygbolag är American Airlines, United Airlines, Continental Airlines, Delta Air Lines, Northwest Airlines och US Airways. Det finns även lågprisbolag som JetBlue Airways och Southwest Airlines.
Viktiga flygplatser är:
- John F. Kennedy International Airport, New York-området
- Newark Liberty International Airport, New Jersey - New York-området
- O'Hare International Airport, Chicago, Illinois
- Hartsfield-Jackson Atlanta International Airport, Atlanta, Georgia
- George Bush Intercontinental Airport, Houston, Texas
- Dulles International Airport, Washington DC-området.
- Los Angeles International Airport, Los Angeles, södra Kalifornien
- Dallas-Fort Worth International Airport, Dallas, Texas
- Miami International Airport, Miami, Florida
- LaGuardia Airport, New York-området (inrikesflyg)

Atlanta och Chicago är de största inrikesnaven, medan New York-Kennedy, Miami och Los Angeles är störst på utrikestrafik.